# Vallens borgruin

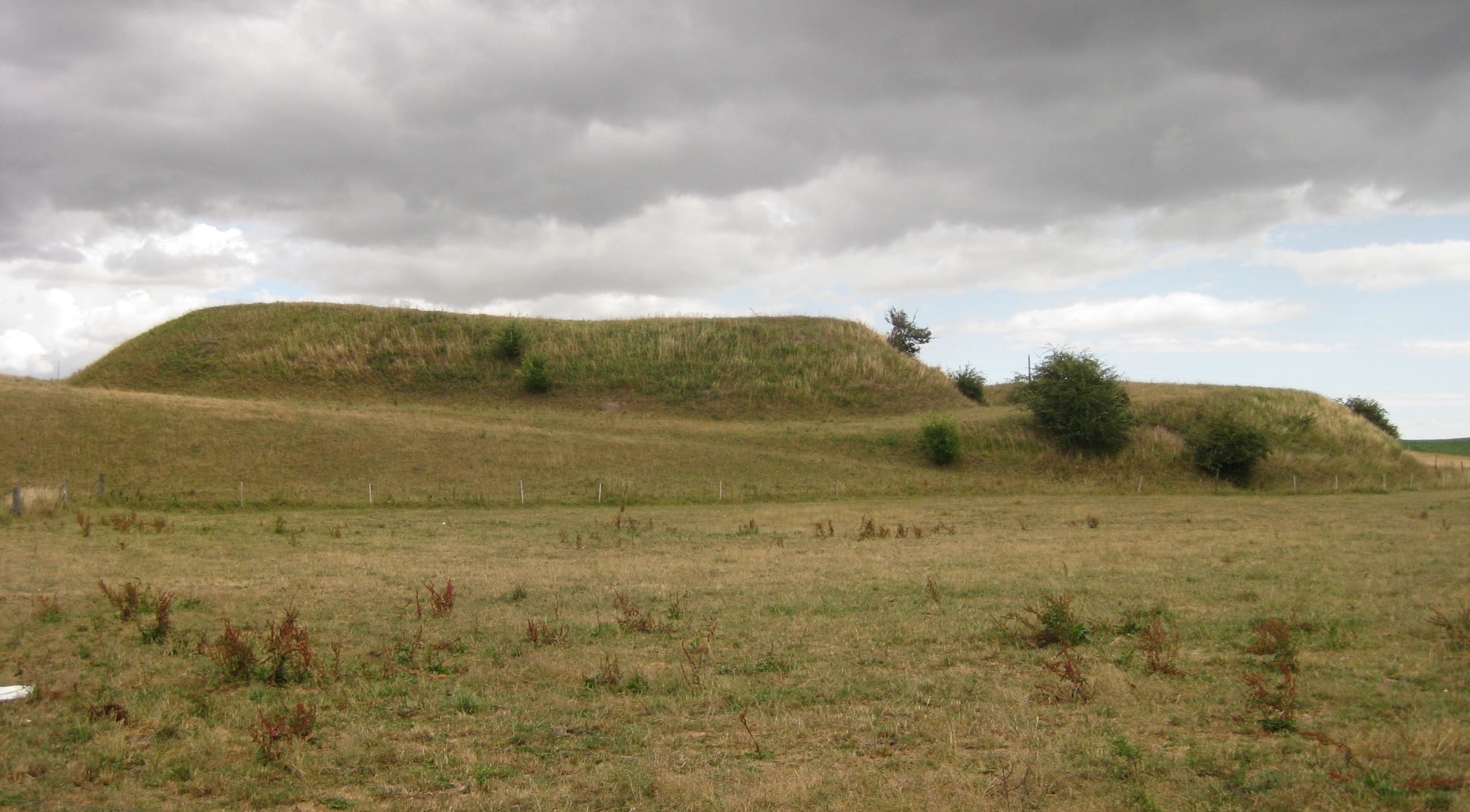
Vallen 2008, resterna av medeltidsborgen.

Vallen (eller Isengrims borg) är en Skånes största medeltida borgruiner. Den ligger nära Munka-Tågarp i Tomelilla kommun.
Vallen är troligen resterna av ätten Grims borg från 1200-talet. Dubbelvallanläggningen, en så kallad motteborg, är den enda kända privatägda vallanläggningen av denna typ i Skåne. Hur och när det närliggande Tosterups slott tog över Vallens funktion är inte helt känt.

## Beskrivning

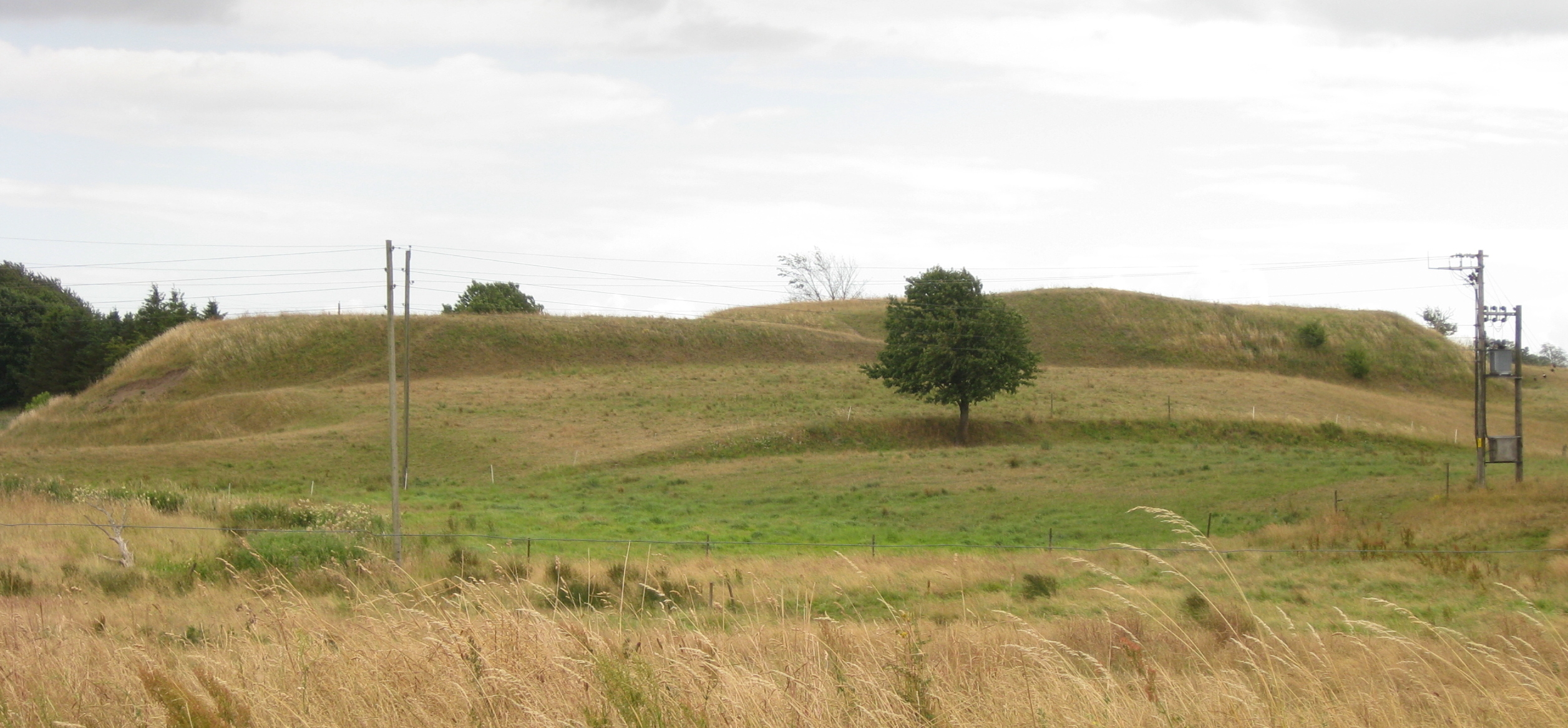
Vallen 2008, annan vinkel.

Vallen ligger vid en å och rester av dammar visar att den delvis varit omgiven av vatten. Borgens centrala del består av en kvadratisk kulle vars övre platå har drygt 40 meter långa sidor. Kullen reser sig 12 meter över ådalens botten. En grund vallgrav skiljer den från en 5 meter lägre kulle, som även den är 40 meter i kvadrat. Den övre kullen omges i väst och syd av en upp till 10 meter djup vallgrav, som är 15 meter bred och har branta sidor. Utanför denna vallgrav ligger en vinklad vall med en 15-20 meter bred ovansida.
Anläggningen är monumental och många forskare som från 1500-talet och fram till våra dagar besökt platsen har dokumenterat sina iakttagelser. På sin skånska resa i 1777–1778 ritade Carl Gustav Gottfried Hilfeling en fin situationsplan över Vallen tillsammans med andra skisser från Tosterup, som nu finns i Dronningens Håndbibliothek på Amalienborg. Vid en plöjning på den högre av kullarna på 1930-talet påträffade man stora mängder tegel och arkeologer tillkallades. Man fann en ugnsanläggning, en massa djurben och en sporre från 1300-talet.

## Legenden om Jens Grim, Isengrim

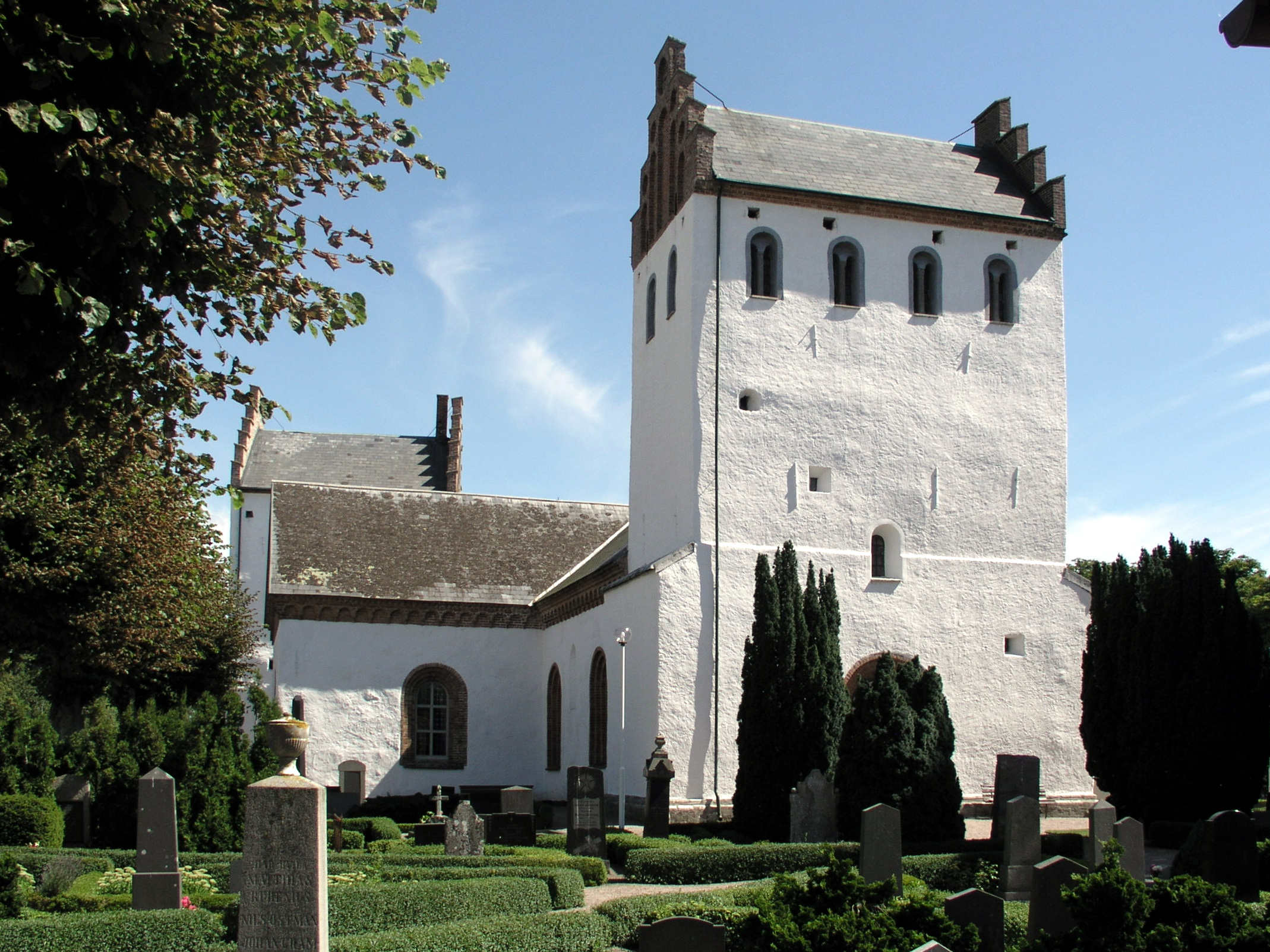
Löderups kyrka, där Isengrims folk skall ha dödat prästen.

Jens Grim, även kallad Isengrim (danska för Järngrim), hade stora gods men var enligt legenden inte särskilt ridderlig. Han hade en stor skara krigare som var lika våldsamma som han själv, och tillsammans med dem plundrade han och gjorde trakten osäker. Enligt CG Brunius skall borgherren på Vallen, vid namn Isengrim, ha stulit en hjord kreatur från bönderna i Löderup. Prästen i Löderup ska då ha bannlyst Isengrim. I gengäld sände han iväg sina män för att bestraffa prästen, som hade gömt sig i Löderups kyrka. Isengrims män började hugga sig genom dörren, men prästen kom självmant ut i full altarskrud. Prästen drogs då ut på kyrkogården och blev ihjälslagen. Isengrim fruktade att förknippas med denna händelse, och sköt över skulden på bönderna, som blev strängt straffade. Drottning Margareta trodde dock inte på Isengrim, utan lät bränna ned hans borg.
I en annan berättelse blev borgen riven av Margaretha för att Jens Grim inte ville ställa upp i kampen mot mecklenburgarna. Vad än konflikten gällde ska drottningen ha straffat borgherren genom att bränna ner hans borg, medan andra källor säger att borgherren själv sprängde den, och sig själv, med krut, vilket dock inte anses så troligt på 1300-talet, då man hade lite av den varan.
Historiskt stämmer det att under Margaretha och hennes far Valdemar Atterdags tid revs många adelsborgar, och det infördes förbud att bygga nya.
Den engelske författaren J.R.R. Tolkien döpte i sin trilogi om Ringarnas herre en av sina karaktärer till Isengrim.